# Setcases
Setcases (officiellement en catalan ; Setcasas en castillan) est une commune d'Espagne dans la communauté autonome de Catalogne, dans la province de Gérone et la comarque du Ripollès.

## Géographie

### Localisation
Setcases est une commune située dans les Pyrénées à la frontière avec la France. Elle jouxte les communes espagnoles de Llanars, Molló, Queralbs et Vilallonga de Ter, ainsi que les communes françaises Fontpédrouse, Mantet et Prats-de-Mollo-la-Preste du département des Pyrénées-Orientales.

### Communes limitrophes
| Fontpédrouse (France) | Mantet (France)   | Prats-de-Mollo-la-Preste (France) |
| Queralbs              | Setcases          | Molló                             |
|                       | Vilallonga de Ter | Llanars                           |

### Géologie et relief
Setcases se trouve au nord de la vallée de Camprodon à une altitude de 1 230 mètres. La commune a une superficie de 49,1 km2. 
Au nord de la commune se trouve de cirque glaciaire d'Ulldeter (ca) qui tient son nom du fait qu'il abrite la source de la rivière Ter. Le nord du cirque est occupé par les installations de la station de ski Vallter 2000 (« la Vallée du Ter »). Celle-ci dispose d'une piste qui suit tout le cirque jusqu'au Pla dels Hospitalets.
El Puig de Coma Ermada (ca) est une montagne de 2 496 mètres située entre le territoire des communes de Setcases en Espagne et de Mantet en France (Pyrénées-Orientales), dans la région naturelle du Conflent.

### Hydrographie
Le fleuve Ter prend sa source dans la montagne qui se trouve au-dessus du village.

## Toponymie
Setcases signifie en catalan « Sept maisons », de « set » (sept) et « cases » (maisons), équivalant en castillan à « siete casas ».

## Histoire
Le nom de Setcases apparaît dans un document daté de 965, qui fait partie de la donation effectuée par le Comte Sunifred de Besalú au monastère voisin de Sant Pere de Camprodon.

## Politique et administration

### Intercommunalité
La commune de Setcases fait partie de l'intercommunalité du Vall de Camprodon, avec les communes de Camprodon, Llanars, Molló Sant Pau de Segúries et Vilallonga de Ter. Son siège est situé à Camprodon.

### Liste des maires
| Période   | Période   | Identité               | Étiquette | Qualité |
| --------- | --------- | ---------------------- | --------- | ------- |
|           |           |                        |           |         |
| juin 2007 | juin 2011 | Jaume Busquets Bartolí | CiU       |         |
| juin 2011 | En cours  | Carlos Fernández Amer  | PSC       |         |

## Population et société

### Démographie
| 1497 | 1515 | 1553 | 1717 | 1787 | 1857 | 1877 | 1887 | 1900 |
| ---- | ---- | ---- | ---- | ---- | ---- | ---- | ---- | ---- |
| 20   | 18   | 17   | 324  | 522  | 509  | 509  | 438  | 439  |

| 1910 | 1920 | 1930 | 1940 | 1950 | 1960 | 1970 | 1981 | 1990 |
| ---- | ---- | ---- | ---- | ---- | ---- | ---- | ---- | ---- |
| 401  | 349  | 264  | 243  | 266  | 190  | 159  | 148  | 170  |

| 1992 | 1994 | 1996 | 1998 | 2000 | 2002 | 2004 | 2006 | - |
| ---- | ---- | ---- | ---- | ---- | ---- | ---- | ---- | - |
| 152  | 157  | 160  | 158  | 163  | 181  | 185  | 181  | - |

## Économie

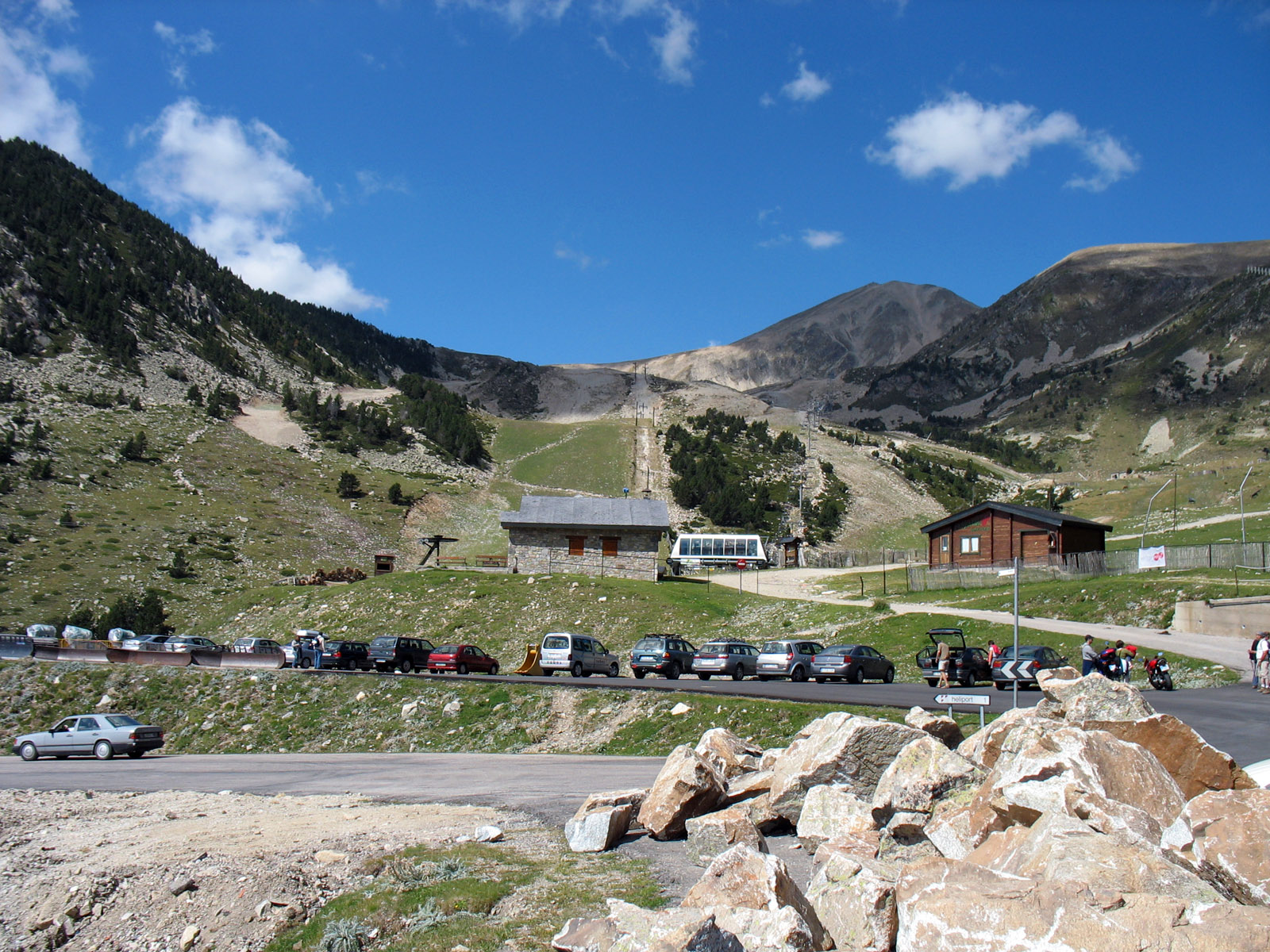
La station de ski de Vallter 2000 en été.

Setcases est aujourd'hui un centre touristique remarquable pour la randonnée dans le cirque d'Ulldeter et le ski dans la station de Vallter 2000, qui a grandi bien au-delà du nombre des sept maisons des origines de la ville.
Le refuge d'Ulldeter (ca) est un refuge de montagne du Centre excursionniste de Catalogne (ca) situé à 2 221 m, à l'extrême sud du Racó Gran de Morens, dans le cirque d'Ulldeter, à côté du massif du Gra de Fajol sur la commune de Setcases. Il se situe à proximité de la station de ski Vallter 2000.

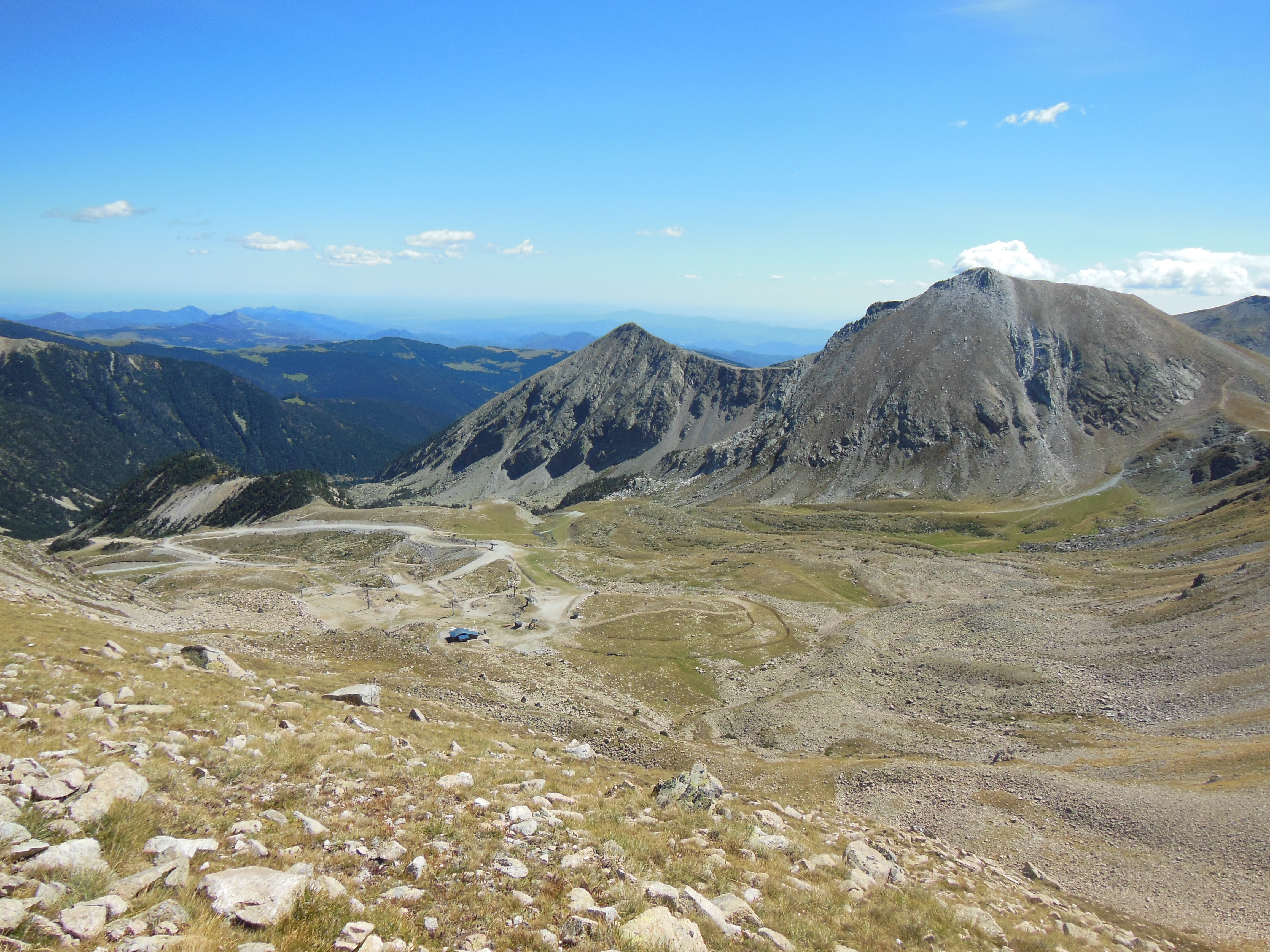
Vue sur la partie nord de la municipi de Setcases. Ici, les sommets du Gra de Fajol (2714 m) et du Gra de Fajol Petit (2567 m) dominent la station de ski Vallter 2000.

## Culture locale et patrimoine

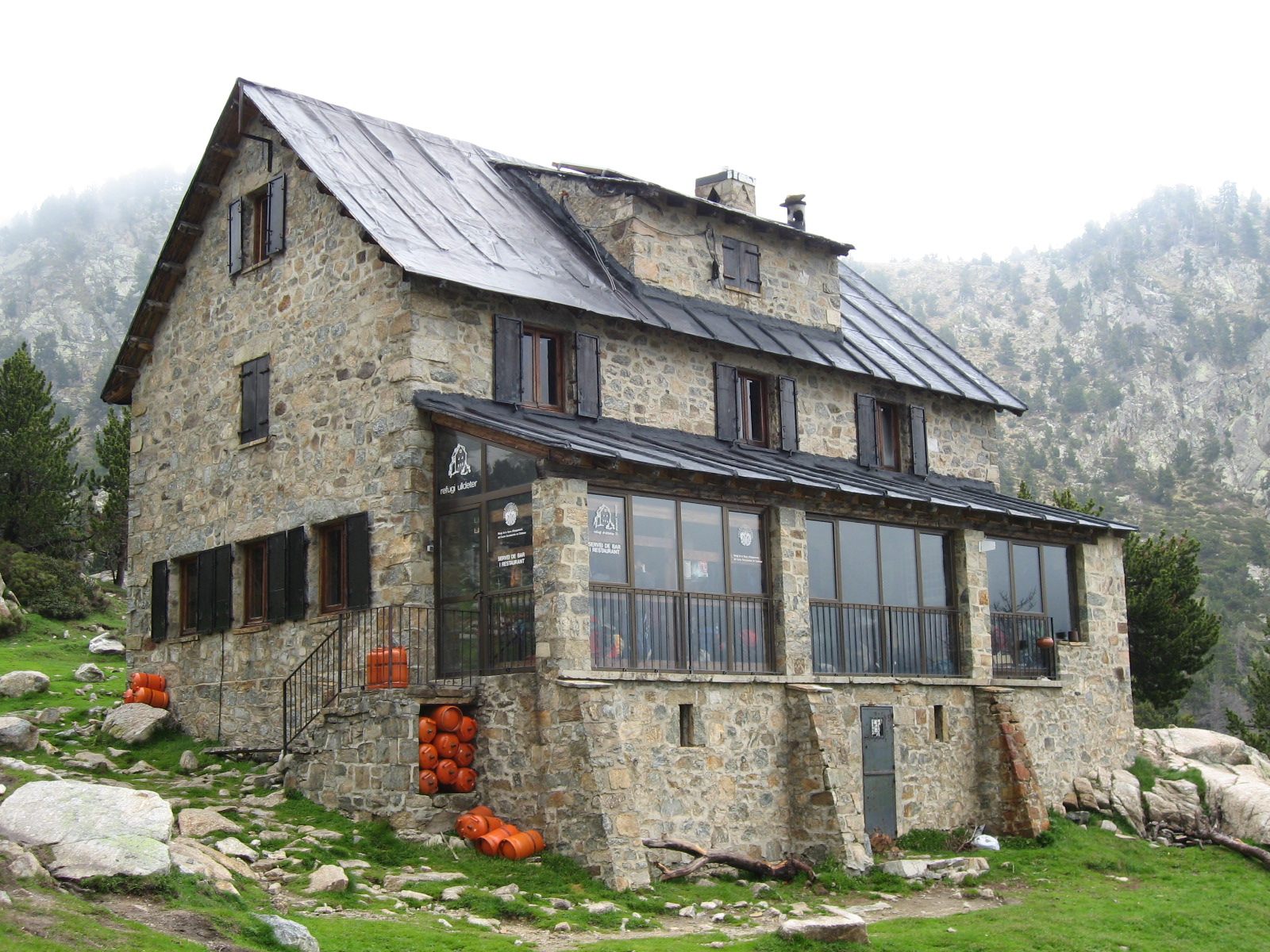
Le refuge d'Ulldeter

- L'église Saint-Michel, construite au XIIe siècle et remaniée au XVIIIe siècle ;
- Le pont de Setcases, sur le Ter ;
- Le pont sur le torrent de Vall-Llobre ;
- Le groupe de maisons anciennes au-dessus du torrent de Vall-llobre, qui ont conservé leur aspect d'origine ;
- L'ancien chalet-refuge d'Ulldeter, construit en 1908, ruiné durant la guerre civile de 1936-1939 ;
- Le nouveau chalet-refuge d'Ulldeter, construit en 1959 et situé à 2 221 mètres d'altitude ;
- Le refuge du pic de Costabonne, construit en 1968 et situé à 2 171 mètres d'altitude.